# Cinclodes excelsior
La remolinera ecuatoriana (Cinclodes excelsior), también denominada remolinera de pico grueso, cínclodes cavador (en Colombia) o cinclodes piquigrueso (en Ecuador), es una especie de ave paseriforme perteneciente al género Cinclodes de la familia Furnariidae. Es nativa de región andina del noroeste de América del Sur.

## Distribución y hábitat

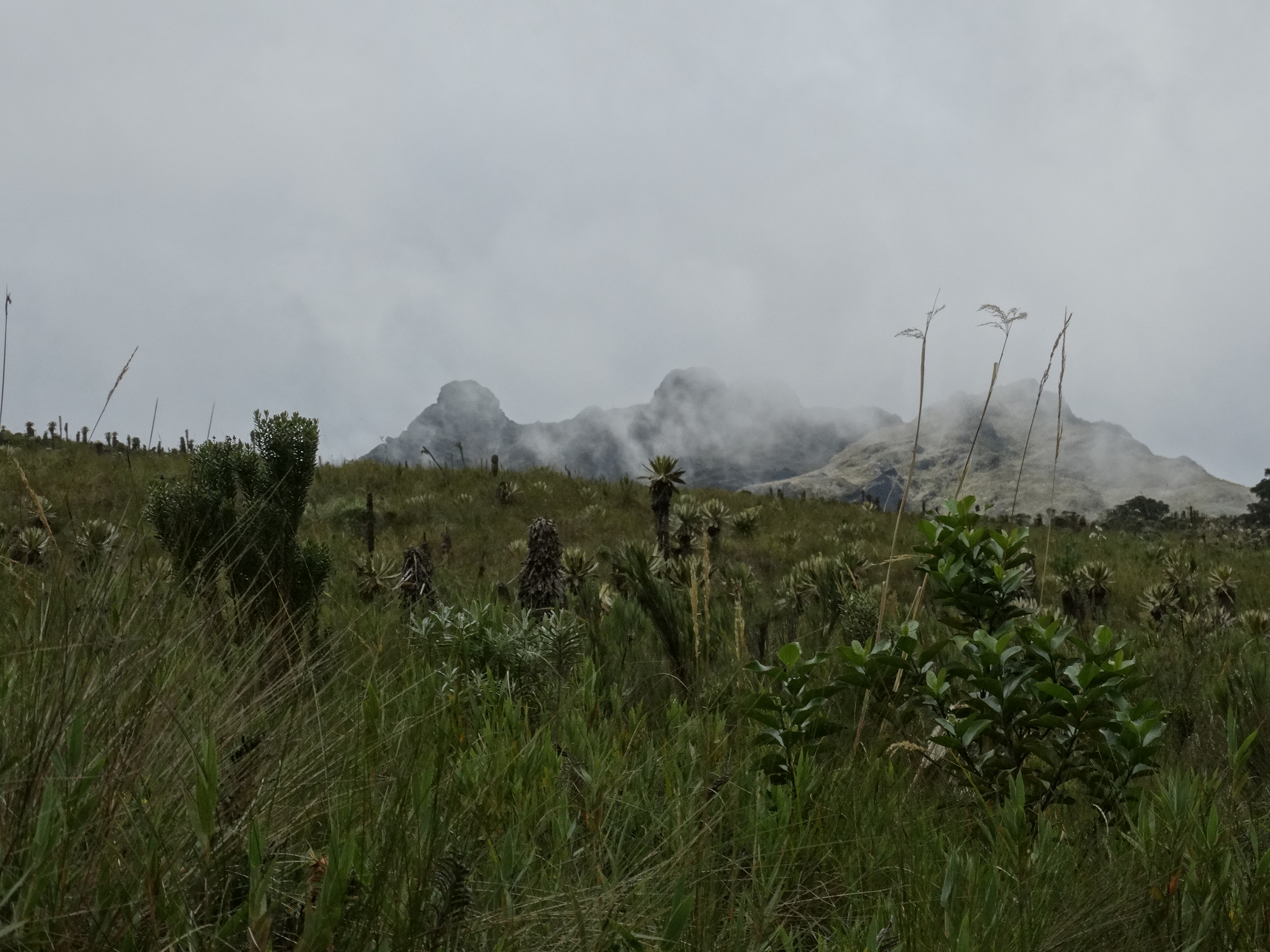
Páramo en Tolima, Colombia, ejemplo de hábitat de la especie.

Se distribuye de forma disjunta en los Andes del centro de Colombia y desde el extremo suroeste de Colombia hasta el sur de Ecuador.
Esta especie es considerada localmente bastante común en su hábitats naturales, el páramo, entre matorrales bajos, rocas y parches de bosques de Polylepis, preferentemente cerca del agua, entre los 3300 y 5000 m de altitud. También se le puede encontrar en áreas agrícolas adyacentes a los páramos.

## Descripción
Mide entre 20 y 21 cm de longitud y pesa entre 62 y 66 g. Su pico es robusto y negro y mide aproximadamente 25 mm. El plumaje de las partes superiores es de color pardo; presenta una línea superciliar larga blancuzca y la garganta es blanca. Las parte inferiores son de color marrón cremoso, con puntos pálidos. Las alas son más oscuras con parche castaño en las secundarias. La cola es marrón con bordes color canela.

## Comportamiento

### Alimentación
Se alimenta principalmente de invertebrados, ocasionalmente consume pequeños vertebrados y semillas. Busca sus presas en el barro o en suelo húmedo.

### Reproducción
Anida en el fondo recubierto de material vegetal de una galería de 0,7 a 1,1 m de profundidad. La hembra pone dos huevos.

### Vocalización
El canto es un trinado ascendiente «tr-r-r-r-r-riiit» generalmente dado durante la exhibición con sus alas desplegadas. El llamado es un distintivo y agudo «kiu».

## Sistemática

### Descripción original
La especie C. excelsior fue descrita por primera vez por el zoólogo británico Philip Lutley Sclater en 1860 bajo el mismo nombre científico; su localidad tipo es: «Cerro Chimborazo, 14,000 pies [c. 4270 m], Ecuador».

### Etimología
El nombre genérico masculino «Cinclodes» deriva del género Cinclus, que por su vez deriva del griego «kinklos»: ave desconocida a orilla del agua, y «oidēs»: que recuerda, que se parece; significando «que se parece a un Cinclus»; y el nombre de la especie «excelsior», proviene del latín «excelsior, excelsioris»: más distinguido.

### Taxonomía
La especie Cinclodes aricomae fue anteriormente tratada como conespecífica con la presente; las justificativas para el rango de especie, principalmente con base en diferencias de plumaje y de micro-hábitat, son consideradas bastante débiles por algunos autores.

### Subespecies
Según las clasificaciones del Congreso Ornitológico Internacional (IOC) y Clements Checklist v.2018, se reconocen dos subespecies, con su correspondiente distribución geográfica:
- Cinclodes excelsior columbianus (Chapman, 1912) – Andes centrales de Colombia (Tolima).
- Cinclodes excelsior excelsior P.L. Sclater, 1860 – Andes desde el extremo suroeste de Colombia (Nariño) hacia el sur hasta el sur de Ecuador (norte de Azuay).